# バットマン:アンダー・ザ・レッドフード (アニメ)
『バットマン:アンダー・ザ・レッドフード』（英: Batman: Under the Red Hood）は、2004年から2006年にかけて刊行されたジャド・ウィニックによる『バットマン』のエピソード「バットマン: アンダー・ザ・フード」を原作とするOVA。2010年7月27日に販売された。

## キャスト
- バットマン - ブルース・グリーンウッド
- レッドフード - ジェンセン・アクレス
- ジョーカー - ジョン・ディマジオ
- ジェイソン・トッド - ヴィンセント・マーテラ
- ナイトウィング - ニール・パトリック・ハリス
- ラーズ・アル・グール - ジェイソン・アイザックス
- ブラックマスク - ウェイド・ウィリアムズ
- リドラー - ブルース・ティム
- ジェームズ・ゴードン - ゲイリー・コール
- アルフレッド・ペニーワース - ジム・ピドック

## サウンドトラック
2010年にはクリストファー・ドレイクによるオリジナルサウンドトラックが販売されている。
製品情報
『Batman: Under The Red Hood - Soundtrack to The Animated Original Movie』
JAN 0794043144547
トラックリスト
| #         | タイトル                    | 作詞  | 作曲・編曲 | 時間 |
| --------- | --------------------------- | ----- | ---------- | ---- |
| 1.        | 「A Death In The Family」   |       |            | 4:51 |
| 2.        | 「Main Titles」             |       |            | 2:42 |
| 3.        | 「Mob Boss Meeting」        |       |            | 1:47 |
| 4.        | 「Amazo」                   |       |            | 4:21 |
| 5.        | 「Batwing」                 |       |            | 3:15 |
| 6.        | 「Batmobile To Arkham」     |       |            | 0:50 |
| 7.        | 「Interrogation」           |       |            | 1:19 |
| 8.        | 「Rooftop Chase」           |       |            | 4:21 |
| 9.        | 「Flashback」               |       |            | 2:19 |
| 10.       | 「Black Mask Strikes Back」 |       |            | 1:17 |
| 11.       | 「Techno Ninjas」           |       |            | 5:41 |
| 12.       | 「Break Out」               |       |            | 2:14 |
| 13.       | 「Deal With The Devil」     |       |            | 0:48 |
| 14.       | 「Ra's Story」              |       |            | 5:47 |
| 15.       | 「The Bridge」              |       |            | 5:12 |
| 16.       | 「Final Confrontation」     |       |            | 4:44 |
| 17.       | 「The Choice」              |       |            | 2:16 |
| 18.       | 「End Titles」              |       |            | 3:34 |
| 合計時間: | 合計時間:                   | 57:24 |            |      |

## 関連コミック
バットマン：アンダー・ザ・レッドフード (翻訳版)
小学館集英社プロダクション刊
2013年12月18日発売、ISBN 9784796871945